# Сародіус
Саро́діус (Sarodius, Sarosios) (512?-596) — аланський князь, що правив цим народом в 6-ому столітті, коли вони ще мешкали на теренах сучасної України.

## Короткі відомості
Згадка про князя Сародіуса збереглася у візантійських джерелах, коли 569 року візантійські посли прибули до західних турків. Предметом переговорів стала зміна маршруту Шовкового шляху. В середині шостого століття турки завоювали Согдійськ (Sogdian) і отримали контроль над Шовковим шляхом, який проходив із Середньої Азії в Персію.
Сародіус виступав на дипломатичних переговорах, як посередник між Псевдо-аварськими кочовиками на чолі з каганом Кандіком та Візантійським імператором Юстиніаном I в 557 р, а потім знову між ними та Юстиніаном II і 569 в турків, з джерел яких ми дізнаємося про аварців, які вказують, що Сародіус насправді був від ефталітів (народність Персії) і, мабуть, не мав права використовувати назву аварського кагана.
Дипломатична допомога Сародіуса сприяла тому, що привела до угоди між тюркам та імператором Морісом в 598 року, щоб підтримати правителя Санділа.
Археологи виявили в Північному Причорномор'ї та на Північному Кавказі залишки аланської присутності. Вік деяких з них відносяться до часу, коли правив князь Сародіус.